# Karol Jonscher (młodszy)
Karol Gustaw Jonscher (ur. 25 maja 1889 w Łodzi, zm. 30 czerwca 1955 w Poznaniu) – polski lekarz pediatra, profesor Uniwersytetu Poznańskiego.

## Życiorys
Jego rodzicami byli dr Karol Jonscher i Maria z domu Weil. Był wnukiem ks. Karola Józefa Jonschera, długoletniego pastora parafii ewangelickiej w Lublinie. Studiował medycynę w Jenie i Monachium, w 1912 uzyskał we Wrocławiu doktorat. W latach 1913–1922 pracował w Warszawie, gdzie uzyskał habilitację. Od 1922 był związany z Uniwersytetem Poznańskim, gdzie zorganizował Klinikę Chorób Dziecięcych, pełnił obowiązki prorektora i dziekana Wydziału Lekarskiego. Tytuł profesora nadzwyczajnego otrzymał w 1923 r. Od 1950 był związany z Akademią Medyczną w Poznaniu, wydzieloną z wydziałów uniwersyteckich.
Był autorem wielu prac naukowych, w latach 1929–1950 redaktorem „Przeglądu Lekarskiego”, przewodniczącym Polskiego Towarzystwa Pediatrycznego (1938-1947), członkiem krajowych i zagranicznych towarzystw naukowych, w tym od 1952 przewodniczącym Wydziału Lekarskiego PTPN. Jego główne publikacje, to Higiena i żywienie niemowląt (6 wydań), Badanie, semiotyka i zasady lecznictwa w pediatrii (3 wydania), oraz udział w dziele zbiorowym Zarys pediatrii. W okresie międzywojennym jego staraniem powstały na terenie Wielkopolski liczne stacje opieki nad matką i dzieckiem, gdzie prowadzono bezpłatne rozdawnictwo mleka, co wywarło istotny wpływ na poprawę stanu zdrowotności społeczeństwa. Jego umiejętności lekarskie zyskały szerokie uznanie i uważany jest za twórcę poznańskiej pediatrii.
W 1938 został odznaczony Krzyżem Komandorskim Orderu Odrodzenia Polski.
Podczas II wojny światowej w 1940 przez kilka miesięcy był więziony w Dachau. Był związany z parafią ewangelicko-augsburską w Poznaniu, był też kuratorem Stowarzyszenia Polskiej Akademickiej Młodzieży Ewangelickiej.
W Polsce Ludowej w 1954 otrzymał Krzyż Kawalerski Orderu Odrodzenia Polski.
Żoną była od 1921 Janina z domu Gettlich, mieli pięcioro dzieci. Został pochowany na cmentarzu na Junikowie (pole 6, kwatera 5, grób 9C). W 1973 (i ponownie w 2003) jego imię nadano Szpitalowi Klinicznemu nr 5 (mieszczącemu Instytut Pediatrii Akademii Medycznej w Poznaniu, dzisiejszego Uniwersytetu Medycznego im. Karola Marcinkowskiego), gdzie odsłonięto tablicę pamiątkową ku jego czci.

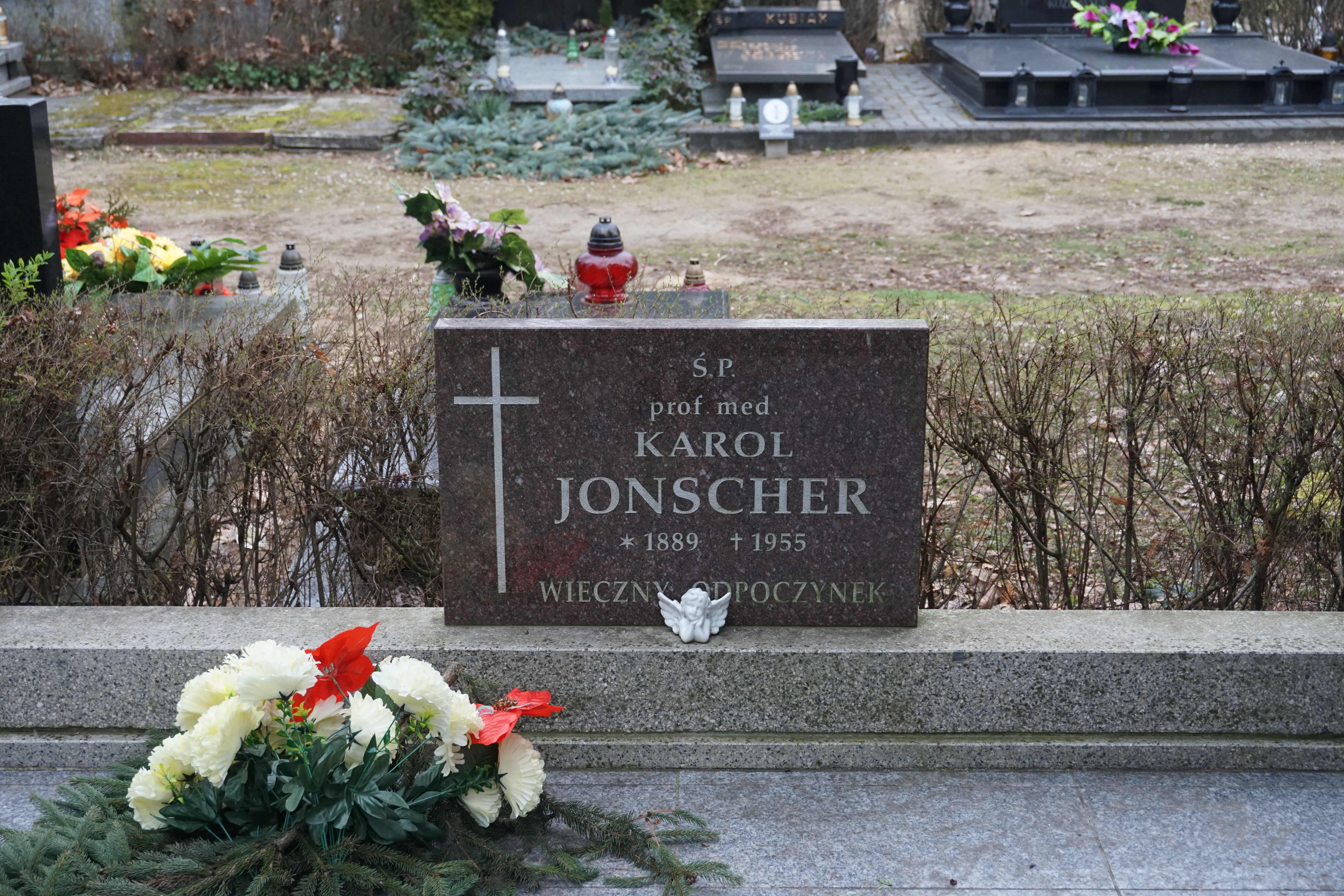
Grób prof. Karola Jonschera na Cmentarzu Junikowo

Od 1973 roku jest patronem Samodzielnego Publicznego Szpitala Klinicznego nr 5 Akademii Medycznej im. Karola Marcinkowskiego w Poznaniu.